# Thames Barrier

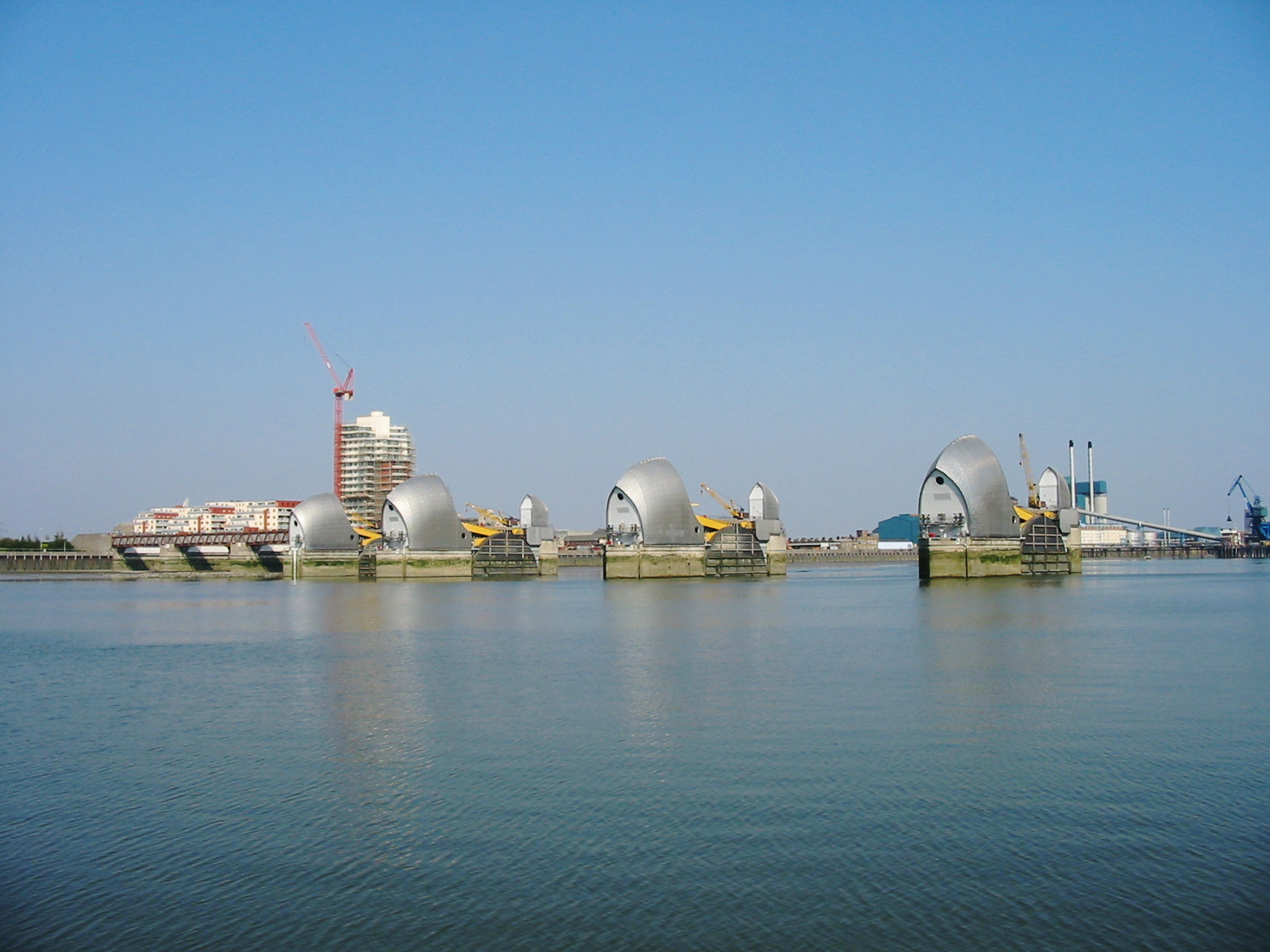
Thames Barrier gezien vanaf de oever

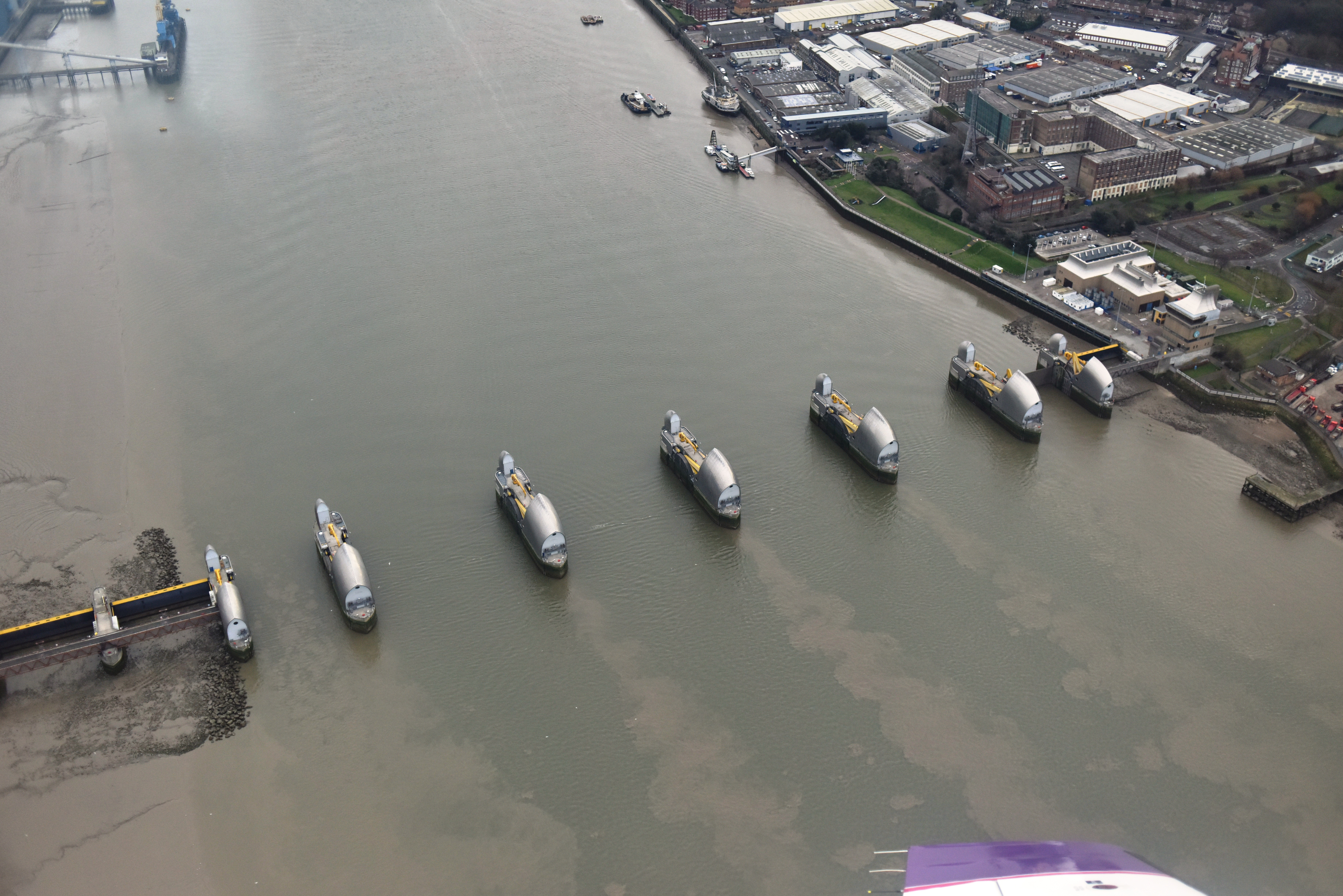
Luchtfoto van de kering in open toestand

De Thames Barrier is een waterkering in de rivier de Theems in Woolwich, een wijk in het oosten van Londen. De kering werd gebouwd tussen 1974 en 1984 en is qua werking vergelijkbaar met de Oosterscheldekering in Nederland.
De kering is stroomafwaarts van Londen gebouwd om de stad te beschermen tegen hoog tij vanuit de Noordzee. De kering kan direct na het hoge tij weer geopend worden omdat er zich anders te veel water ophoopt aan de landzijde van de kering.

## Omschrijving
Gebouwd op een plek waar de rivier 525 meter breed is, verdeelt de kering de rivier in vier overspanningen van 61 meter, twee van 31 meter en vier niet bevaarbare aan de oevers. De deuren die de pijlers met elkaar verbinden hebben een ronde doorsnee en liggen normaliter op de bodem van de rivier. Ze worden hydraulisch aangedreven vanuit de pijlers die in de rivier zijn geplaatst en kunnen verder omhoog worden gedraaid om de hoeveelheid water die langs stroomt te controleren. De deuren kunnen 180 graden omhoog draaien en zo helemaal uit het water komen, dit om onderhoudswerkzaamheden te vergemakkelijken. Alle deuren zijn hol en gemaakt van staal, op sommige plekken 40 mm dik. De deuren vullen zich met water zodra ze zich in de rivier bevinden en lopen leeg zodra ze boven het wateroppervlak uitkomen. De vier centrale deuren zijn 61 m lang, 10,5 m hoog en wegen 3500 ton. De buitenste twee deuren zijn 31,5 m lang. Er zijn ook nog twee kleinere deuren aan weerszijden van de zes grote, deze zijn niet bevaarbaar. Normaliter staan alle deuren open om scheepvaart door te laten maar als het nodig is kunnen ze allemaal gesloten worden om al het water dat stroomopwaarts uit de Noordzee komt tegen te houden.

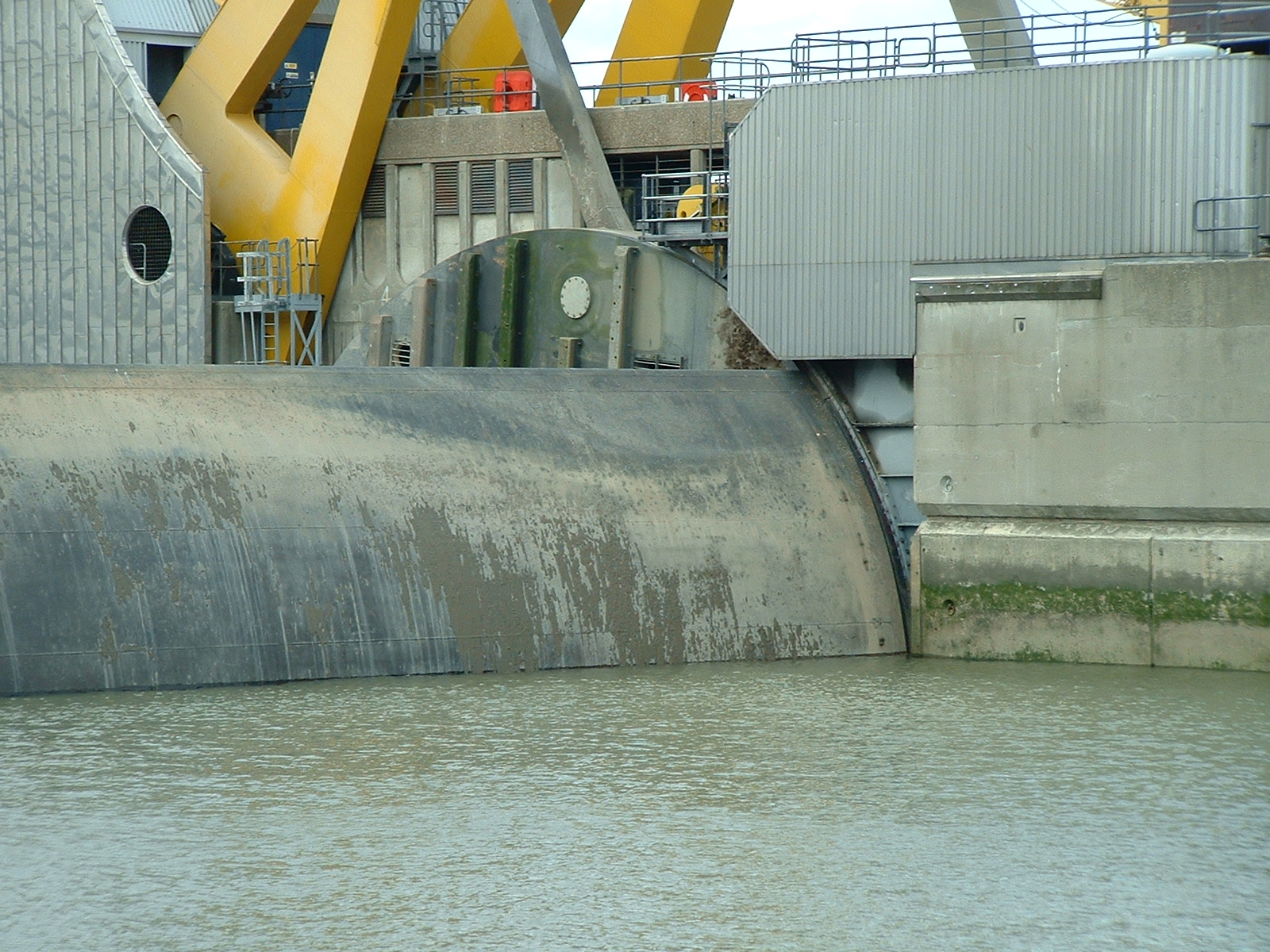
Thames Barrier in gesloten toestand

Voor 1990 sloot de kering gemiddeld één tot twee keer per jaar. Sinds 1990 is dit opgelopen tot vier keer per jaar. In 2003 werd de barrière tijdens veertien opeenvolgende getijden gesloten.

## Ontwerp en bouw
Het concept van de draaiende deuren is bedacht door Charles Draper. De barrière is ontworpen door Rendel, Palmer en Tritton in opdracht van de gemeente Greater Londen. De locatie in Woolwich werd gekozen vanwege de rechte oevers en vanwege de geschikte rivierbedding om op te bouwen. Het werk begon in 1974, werd ondernomen door een consortium van Costain/Hollandsche Beton Maatschappij/Tarmac Construction en was in 1982 grotendeels gereed. Als toevoeging werden de reeds bestaande dijken 17 km stroomafwaarts versterkt. De officiële opening had plaats op 8 mei 1984. Totale kosten kwamen destijds op 534 miljoen Pond sterling (£ 1,3 miljard naar de waarde in 2007). Toen de kering werd gebouwd werd berekend dat deze tot 2030 volledige bescherming zou bieden en daarna zou de bescherming binnen acceptabele waarden blijven. Huidige modellen laten zien dat de bescherming afdoende zal zijn tot 2030-2050. Sinds 1982 is de barrière meer dan honderd keer gesloten, ook wordt hij elke maand gesloten om te testen.
In 2005 is geopperd om een nieuwe Thames Barrier te bouwen, ditmaal vlak bij de monding van de Theems, deze kering zou 16 km lang worden.

## Voorgaande overstromingen
Londen is kwetsbaar voor overstromingen. Een storm door een lagedrukgebied op de Atlantische Oceaan trekt soms oostwaarts naar het noorden van Schotland en kan dan de ondiepe wateren van de Noordzee worden ingedreven. De storm wordt compacter bij de engte ter hoogte van Het Kanaal en kan dan in combinatie met springtij zorgen voor gevaarlijk hoge waterstanden in de Theems.
Er zijn teksten uit 1236 gevonden waar reeds beschreven wordt hoe de Theems overstroomt en dat er geroeid wordt in het Palace of Westminster. In 1663 vinden er weer grote overstromingen plaats en wordt Whitehall zwaar getroffen. Veertien mensen overleden bij de overstroming in 1928, 307 lieten het leven bij de watersnood van 1953. Deze watersnood zorgde voor de aanzet voor het bouwen van een nieuwe waterkering.
Het gevaar is de laatste eeuwen toegenomen vanwege stijging van de zeespiegel (20 cm in 100 jaar) en het "overhellen" van Groot-Brittannië (het noorden omhoog en het zuiden omlaag).
Eerste ontwerppogingen van een barrière in de Theems stuitten op het probleem dat er een grotere opening nodig was dan tot dan toe mogelijk was. Toen containerschepen steeds gebruikelijker werden en er een nieuwe haven buiten de geplande barrière gebouwd was, ging een barrière met kleinere openingen tot de mogelijkheden behoren. De vier centrale openingen zouden desalniettemin minstens net zo groot moeten zijn als de overspanning van de Tower Bridge.
Een ongeluk met potentiële catastrofale gevolgen vond plaats op 27 oktober 1997. Het baggerschip MV Sandkite botste in dichte mist op een van de pilaren van de Thames Barrier. Terwijl het schip zonk dumpte dat zijn 3300 ton bagger en kwam uiteindelijk met de boeg terecht op een van de deuren van de kering, waar hij enkele dagen bleef liggen. De deur kon niet sluiten vanwege de grote hoeveelheid bagger die erop lag. Een probleem voor de langere termijn was het beschadigen van de beschermende verflaag. Wanneer op dat moment een overstroming zou plaatsvinden, zou de schade ongeveer 13 miljard pond zijn. Het schip werd midden november weer aan het oppervlak gebracht.

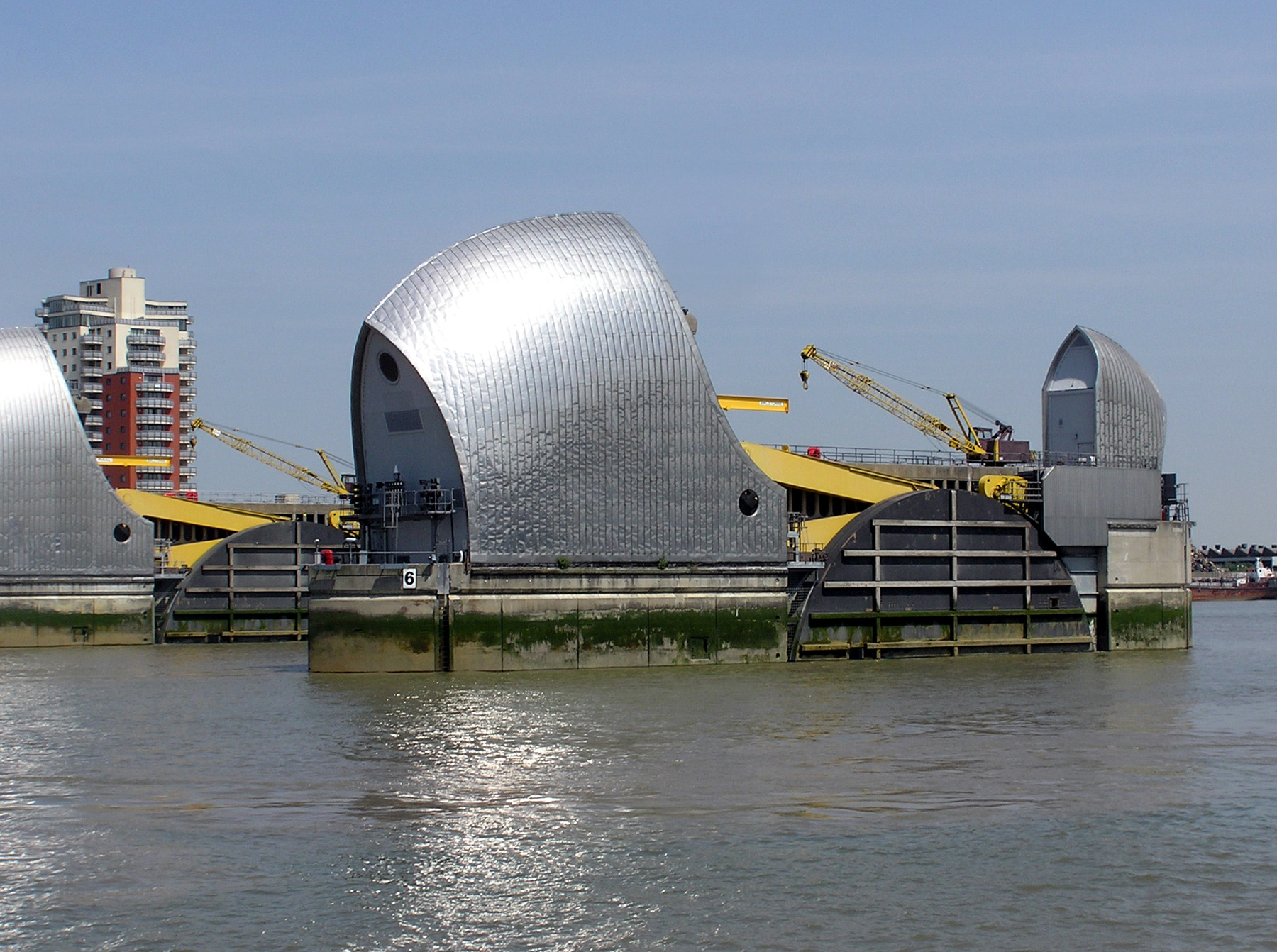
Pier 6 van Thames Barrier

## Gebruik
De Thames Barrier wordt gesloten wanneer er een combinatie is van een hoogtij-voorspelling en een hoge rivierstand, gemeten in Teddington. De maximaal toelaatbare rivierstand is 4,78 m in centraal Londen. Ongeveer negen uur voordat het hoge tij de kering zal bereiken worden berichten gestuurd om het rivierverkeer stil te leggen. Als wordt besloten om de Thames Barrier te sluiten worden op zes andere plekken in de omgeving van Londen ook waterkeringen gesloten. Zodra al het scheepvaartverkeer op de Theems is stilgelegd kan de Thames Barrier gesloten worden. Dit is vergelijkbaar met een sluiting van de Maeslantkering in Nederland, waarvoor al het scheepvaartverkeer kan worden stilgelegd in de Nieuwe Waterweg. De barrière wordt pas weer geopend als de waterstand aan beide zijden van de kering weer gelijk is.
Een probleem kan ontstaan zodra de barrière gesloten is en er hevige regenval plaatsvindt ten westen van Londen. Dan vormt de Theems aan de landzijde van de kering een groot bassin voor al het regenwater. Ondanks het feit dat dit slechts zelden voorkomt wordt er wel rekening mee gehouden, als de kering gesloten zal worden en er wordt regenval verwacht wordt de kering vlak na eb gesloten. Op deze manier kan het vloedwater niet door de kering komen en kan de leegte achter de kering gebruikt worden voor de regen.

## Werking

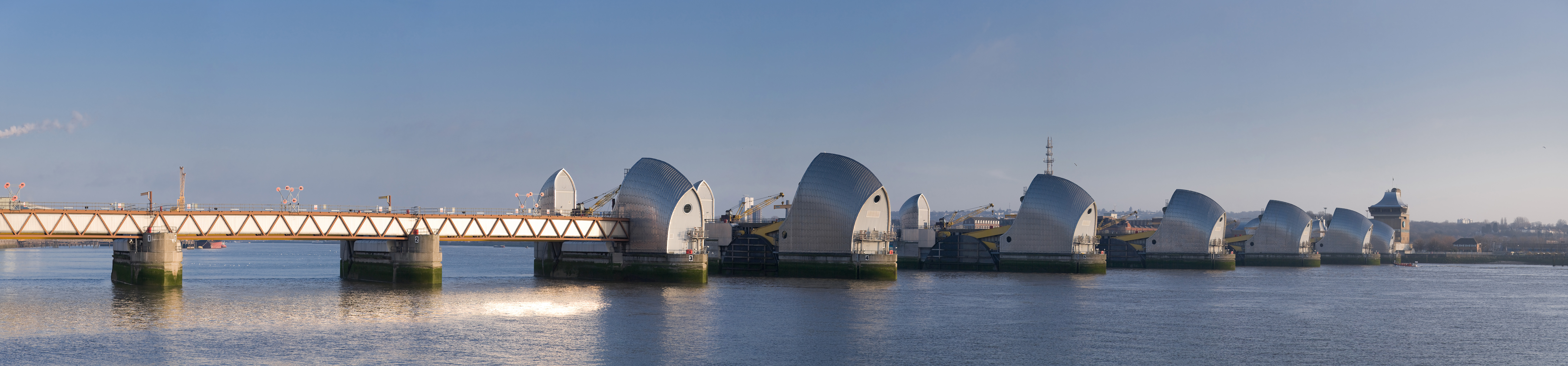
Panorama van de Thames Barrier.

| Jaar | Gesloten vanwege getijde | Gesloten vanwege overstromingen | Totaal sluitingen |
| ---- | ------------------------ | ------------------------------- | ----------------- |
| 1983 | 1                        | 0                               | 1                 |
| 1984 | 0                        | 0                               | 0                 |
| 1985 | 0                        | 1                               | 1                 |
| 1986 | 0                        | 0                               | 0                 |
| 1987 | 1                        | 0                               | 1                 |
| 1988 | 1                        | 0                               | 1                 |
| 1989 | 0                        | 0                               | 0                 |
| 1990 | 3                        | 3                               | 6                 |
| 1991 | 0                        | 0                               | 0                 |
| 1992 | 0                        | 1                               | 1                 |
| 1993 | 5                        | 4                               | 9                 |
| 1994 | 1                        | 0                               | 1                 |
| 1995 | 3                        | 2                               | 5                 |
| 1996 | 4                        | 0                               | 4                 |
| 1997 | 0                        | 0                               | 0                 |
| 1998 | 3                        | 0                               | 3                 |
| 1999 | 3                        | 3                               | 6                 |
| 2000 | 4                        | 6                               | 10                |
| 2001 | 11                       | 4                               | 15                |
| 2002 | 2                        | 2                               | 4                 |
| 2003 | 11                       | 8                               | 19                |
| 2004 | 2                        | 0                               | 2                 |
| 2005 | 5                        | 0                               | 5                 |
| 2006 | 1                        | 0                               | 1                 |
| 2007 | 11                       | 0                               | 11                |
| 2008 | 3                        | 0                               | 3                 |
| 2009 | 1                        | 4                               | 5                 |
| 2010 | 0                        | 5                               | 5                 |
| 2011 | 0                        | 0                               | 0                 |
| 2012 | 0                        | 5                               | 5                 |
| 2013 | 9                        | 41                              | 50                |
| 2014 | 1                        | 0                               | 1                 |
| 2015 | 1                        | 0                               | 1                 |
| 2016 | 2                        | 0                               | 2                 |
| 2017 | 3                        | 0                               | 3                 |
| 2018 | 2                        | 0                               | 2                 |